# آبشار هب
آبشار هب (به انگلیسی: Hebbe Falls) آبشاری است که در کارناتاکا، هند واقع شده و ارتفاع کلی ریزشگاه آن ۵۵۱ پا است.